# ゴー☆ジャス@レボ☆リューション
『ゴー☆ジャス＠レボ☆リューション』（ゴージャスアットレボリューション）は、ニコニコチャンネルと連携した形で、ニコニコ生放送にて2018年4月9日から2022年12月25日（第1期）まで、および2023年4月24日（第2期）から配信されているインターネット番組。MCを務めるゴー☆ジャスの冠番組。略称は『ゴーレボ』。

## 概要
2018年4月9日から「ゴー☆ジャス＠レボ☆リューション〜こんな声優ファン☆タスティック with ちくわP〜」のタイトルでニコニコチャンネル「セカンドショットちゃんねる」にて第2・4月曜日に配信されていた。MCにゴー☆ジャスとアシスタントMCに山口立花子を起用した。ゴー☆ジャスは本番組の配信開始前より、セカンドショットが開催するイベント「SECONDSHOT FES」にてMCを務めており、本番組開始以降の2018年から2020年までは山口も同イベントに出演していた。
番組内容は、声優をゲストに迎え、生配信でトークしていくガチンコ声優バラエティである。
基本的には生配信だが、回によっては出演者のスケジュール等の都合により収録配信となる場合がある。
火・水曜（かつては木曜にも配信）にニコニコ生放送の「セカンドショットナイト」内では5分程度の番組宣伝が配信されている。これまで配信された番組宣伝はセカンドショット通販にて販売されているBlu-rayにも収録されている。
2022年11月28日配信回にて、12月をもって本番組を終了することを発表。通常配信は12月12日までとなり、12月25日の特別生配信をもって本番組は一旦終了した。
2023年4月17日、「ゴー☆ジャス＠レボ☆リューション〜こんな声優ファン☆タスティック with 日向もか〜」のタイトルで本番組を再始動することを発表。アシスタントMCは山口に代わって日向もかが起用され、4月24日から配信が再開された。

## 配信時間
第1期
- 第2・4月曜日22:00
- 前半が無料パート、後半がニコニコチャンネル会員向けの有料パート。
- 配信終了後の23:00からはニコニコチャンネル会員向けにアフタートークが配信された。
- 2019年2月11日まではFRESH LIVEでも無料パートのみが配信されていたが[7]、無料チャンネルサポート閉鎖に伴い終了。2月25日からYouTube Liveに移行した上で無料パートのみが配信されていた[8]。

第2期
- 第2・4月曜日21:30
- 前半が無料パート、後半がニコニコチャンネル会員向けの有料パート。
- YouTube Liveでも無料パートのみが配信されている。YouTubeでは配信終了後のアーカイブは公開されない。
- 2024年6月8日から受けたニコニコサービスへのサイバー攻撃の影響により、ニコニコサービス全体が利用できなくなったため、本配信は6月10日はYouTubeのみとなり、6月24日からニコニコ生放送の代替配信はOPENREC.tvとなった。それに伴い、6月10日はYouTubeでは全編配信され、本来の有料パートも含めて無料で配信された。6月24日以降については、有料パートについてはOPENREC.tvに一時的に移行し、OPENRECサブスク限定で配信されていた[9]。8月12日をもってOPENREC.tvでの代替配信を終え、ニコニコチャンネルサービス再開後の8月26日よりニコニコ生放送での配信に戻った。

## 出演者

### MC
- ゴー☆ジャス

### アシスタント
- 山口立花子（第1期アシスタント、第2期にもゲストとして出演）
- 日向もか（第2期アシスタント、第1期にもゲストとして出演）

### ゲスト
☆はセカンドショットのレギュラー番組出演者（出演経験を含む）。1人で出演することもあれば、2人で出演することもある。
- 戸松遥☆
- 山崎はるか☆
- 豊田萌絵☆[注 1]
- 伊藤美来☆[注 1]
- 立花理香☆
- 高橋花林☆
- 高垣彩陽☆
- 夏川椎菜☆
- 杜野まこ
- 麻倉もも☆
- 愛美☆
- 豊崎愛生☆
- 飯田里穂☆
- 駒形友梨☆
- 寿美菜子☆
- 雨宮天☆
- 井澤詩織☆
- 渡部優衣☆
- 鈴木絵理☆
- 楠田亜衣奈☆
- 和氣あず未☆
- Machico☆
- 飯塚麻結
- 大西亜玖璃☆
- 高尾奏音☆
- 鬼頭明里☆
- 茅原実里
- 大西沙織☆
- 高橋未奈美☆[注 2]
- 中澤ミナ☆
- 石原夏織
- 夜道雪
- 竹達彩奈☆
- 長江里加
- 嶺内ともみ
- 篠原侑☆
- 広瀬世華
- 桜木夕
- 阿部里果
- 高野麻里佳
- 松岡美里
- 森山由梨佳
- 和泉風花☆
- 八巻アンナ☆
- 山本希望
- 下地紫野
- 竹田海渡☆
- 佐藤悠雅
- 稲垣好☆
- 山根綺☆
- 船戸ゆり絵
- 久住琳
- 橘美來☆
- 菅野真衣☆
- 日向朔公
- 峯田茉優
- 小森結梨☆
- 紫月杏朱彩
- 天希かのん
- 春日さくら☆
- 和多田美咲
- 花谷麻妃☆
- 梅澤めぐ☆
- 富田美憂☆
- 荒井瑠里
- 乾夏寧
- 大橋彩香
- 星谷美緒
- 咲々木瞳
- 宮沢小春☆
- 菅叶和
- 菱川花菜
- 塚田悠衣
- 風間万裕子
- 亜咲花
- 湊みや
- 花岩香奈
- 南早紀
- 相川奏多☆
- 塚田悠衣☆

## 主なコーナー
ライトなお悩み
番組冒頭でゴー☆ジャスが視聴者からメールで募集したライトな人生相談に答える。
ふつおた
感想メールからゲストへのお便り、ゴー☆ジャス、アシスタントMC（山口 → 日向）へのお便りを募集する。
VS ゴー☆ジャス3番勝負
ゴー☆ジャスがゲストと告知をかけ「インテリジェンス対決」「うろ覚えお絵かき対決」「地球儀対決」の3番勝負をする。これに勝てば思う存分告知ができるが、負けると告知は一切できない。

## イベント
「ゴー☆ジャス＠レボ☆リューション〜こんな声優ファン☆タスティック with ちくわP〜」番組イベント
2020年9月5日に星陵会館にて無観客で開催。当初は同年6月14日で開催予定であったが、新型コロナウイルスの影響により延期とし、ニコニコ生放送での有料生配信のみに変更された。
『ゴー☆レボ vsたかにしや』無観客オンラインイベント
2021年1月9日に科学技術館サイエンスホールにて無観客で開催。ニコニコ生放送にて有料生配信。
『たかみなと大西のたかにしや』から髙橋ミナミと大西沙織がそれぞれ出演。
「ゴー☆ジャス＠レボ☆リューション〜こんな声優ファン☆タスティック with ちくわP〜」番組イベント
2021年11月28日に渋谷区文化総合センター大和田 さくらホールにて開催。
ゲストとして昼夜の部に鈴木絵理、昼の部にYes!アキト、夜の部に杜野まこがそれぞれ出演。
「ゴー☆ジャス＠レボ☆リューション〜そんな声優ファン☆タスティック with 日向もか〜」番組イベント2024
2024年3月16日にIMAホールにて開催。
ゲストとして第1期アシスタントの山口立花子が出演。
ゴーレボ×ミュージックレイン3期生新番組β版コラボイベント
2024年9月16日に大和田さくらホールにて開催予定。
『ミュージックレイン3期生 新番組ベータ版』から相川奏多、橘美來、夏目ここな、宮沢小春がそれぞれ出演。
ゴー☆ジャス＠レボ☆リューション〜こんな声優ファン☆タスティックwith日向もか〜番組イベント2025
2025年7月6日に科学技術館サイエンスホールにて開催予定。
ゲストとして山口立花子、鈴木絵理、南早紀がそれぞれ出演。